# L'Étranger (film, 1967)
Pour les articles homonymes, voir L'Étranger (homonymie).
Pour plus de détails, voir Fiche technique et Distribution.
L'Étranger (titre original : Lo straniero) est un film franco-italien réalisé par Luchino Visconti et sorti en 1967. Il est adapté du roman d'Albert Camus paru en 1942.
L'action se déroule à Alger, en 1935. Meursault, un homme apparemment insensible, mène une vie monotone. Lorsque sa vieille mère s'éteint, il ne manifeste aucune émotion visible. Tout semble le laisser indifférent : l'amour de son amie Marie, la promotion proposée par son directeur… Ses relations avec Raymond Sintès, personnage louche aux activités de souteneur, le conduiront pourtant à commettre un meurtre non prémédité. Condamné à mort, il refuse l'absolution proposée par le prêtre.

## Synopsis
En 1935, dans l'Algérie sous contrôle français, le Français Arthur Meursault est l'incarnation de l'indifférence et de l'apathie, un être étrange qui ne sait pas vraiment faire la différence entre le bien et le mal, le vrai et le faux, et dont l'échelle de valeurs suit uniquement ses propres critères et non ceux de la société. Discret et nonchalant, il mène une vie insignifiante, sans hauts ni bas. Il semble également incapable de ressentir des émotions profondes. Lorsque sa mère meurt, il ne ressent rien, même sur sa tombe, il ne peut pas écraser une larme. Dès le lendemain, il entame une liaison, finalement insignifiante pour lui, avec une femme, la sténographe Marie Cardona. Meursault est un étranger : un étranger pour ses semblables, un étranger dans sa ville, un étranger dans le monde.
Le voisin de chambre de Meursault s'appelle Raymond, qui ne peut pas s'empêcher de tourner autour des femmes. Il cherche l'amitié d'Arthur et lui demande de l'aider dans l'affaire d'une fille arabe. Meursault, indifférent comme toujours, accepte. Un soir, Meursault et Marie entendent des appels désespérés provenant de la chambre de Raymond : c'est la jeune Arabe qui appelle à l'aide et cherche refuge auprès de l'homme qui la maltraite gravement. Certes, la police intervient, mais Raymond ne doit pas craindre de conséquences. Pourtant, depuis cet incident, il se sent poursuivi jour après jour par le frère de la jeune Arabe. Un jour, Arthur, Marie et Raymond se rendent à la mer. Là aussi, l'Arabe apparaît soudainement. Au moment où chacun se jauge du regard, Meursault saisit une arme à feu et abat l'homme de manière totalement inattendue. On peut lire dans le roman : « Je compris que j'avais détruit l'équilibre de la journée, le silence inhabituel d'une plage où j'avais été heureux. Puis je tirai encore quatre fois sur un corps inanimé, dans lequel les balles pénétraient sans qu'on le voie. Et ce furent, pour ainsi dire, quatre coups brefs portés à la porte du malheur ».
Arthur Meursault est arrêté, incarcéré, accusé de meurtre et reconnu coupable. Alors que le juge l'interpelle, il affirme à nouveau de manière totalement impassible qu'il n'a pas voulu tuer le jeune Arabe et ne récolte que des rires dans la salle d'audience. Ce n'est pas tant l'acte en tant que tel qui effraie les personnes présentes, mais les circonstances qui l'accompagnent, l'insensibilité, l'absence de réaction, l'apathie, la froideur de cœur et l'indifférence du délinquant, bref, son « étrangeté » à tous égards dans ce monde. Meursault est condamné à mort, mais il ne se sent pas coupable ; même la peur de sa propre mort, inéluctablement proche, n'est pas quelque chose qui l'effraie ou qui lui demande la moindre émotion, car pour Arthur Meursault, la mort est la seule réalité. Face à un prêtre qui lui demande de se confesser et de faire pénitence juste avant son exécution, il réalise à quel point il a été heureux jusqu'à présent et à quel point cette vie lui semble absurde.

## Fiche technique
Sauf indication contraire, les informations mentionnées dans cette section peuvent être confirmées par la base de données cinématographiques Unifrance,  présente dans la section « Liens externes ».
- Titre original italien : Lo straniero
- Titre français : L'Étranger
- Réalisation : Luchino Visconti
- Scénario : Luchino Visconti, Georges Conchon, Suso Cecchi D'Amico, Emmanuel Roblès d'après le roman d'Albert Camus
- Image :  Giuseppe Rotunno
- Montage : Ruggero Mastroianni
- Décors : Mario Garbuglia
- Costumes : Piero Tosi
- Musique : Piero Piccioni
- Production : Dino De Laurentiis
- Sociétés de production : Casbah Film (Alger), Dino De Laurentiis Cinematografica (Rome), Marianne Productions (Paris)
- Sociétés de distribution : Euro International Films, Les Films sans frontières, Les Films Paramount
- Pays de production :  Italie |  Algérie |  France
- Langue : français, italien
- Format : Couleurs - 35 mm - 2.35:1 - Son mono
- Catégorie : Film dramatique
- Durée : 110 minutes
- Dates de sortie : 
  - Italie : 14 octobre 1967
  - France : 20 octobre 1967
  - Algérie : 4 octobre 1967
- Affiches : Jacques Vaissier (France), Enzo Nistri (Italie)

## Distribution

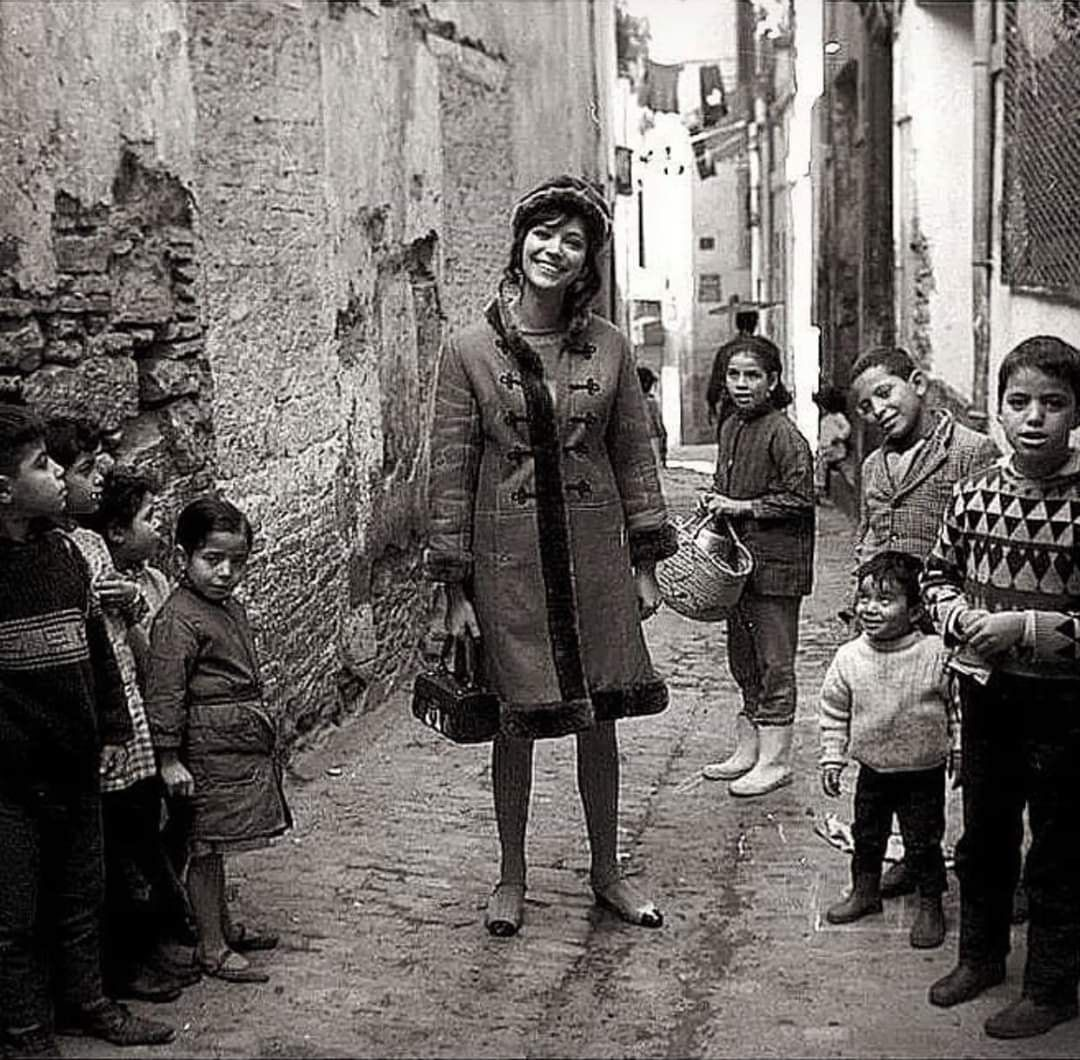
Anna Karina à la Casbah d'Alger pendant le tournage du film L'Étranger.

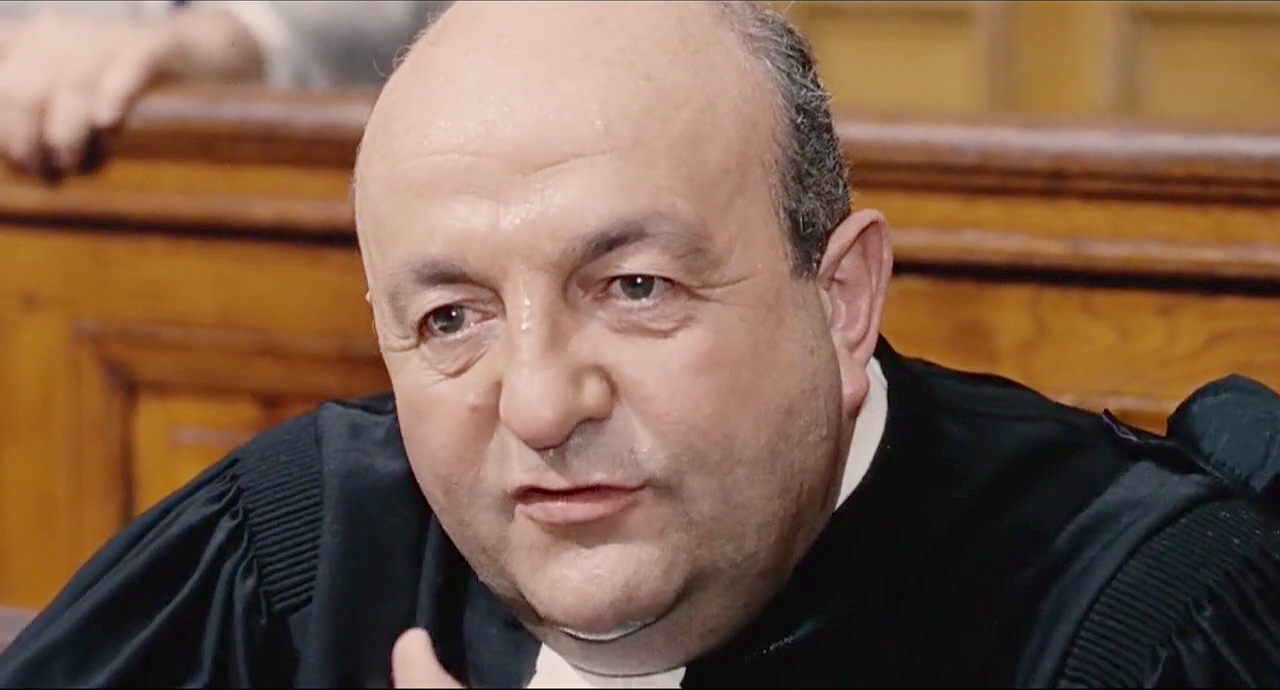
Bernard Blier dans le rôle de l'avocat de la défense.

- Marcello Mastroianni : Arthur Meursault
- Anna Karina : Marie Cardona
- Bernard Blier : L'avocat de la défense
- Georges Wilson : Le juge d'instruction
- Bruno Cremer : Le prêtre
- Pierre Bertin : Le président du tribunal
- Jacques Herlin : Le directeur de l'hospice
- Marc Laurent : Emmanuel
- Georges Géret : Raymond
- Alfred Adam : Le ministère public
- Jean-Pierre Zola : Le directeur du bureau
- Mimmo Palmara : Masson
- Angela Luce : Madame Masson
- Jacques Monod : Le gardien de prison
- Vittorio Duse : Un avocat
- Joseph Maréchal : Salamano
- Saada Cheritel : Un Arabe
- Mohamed Ralem : Un Arabe
- Brahim Haggiag : Un Arabe
- Valentino Macchi

## Production
L'idée de faire un film à partir du roman avait été conçue par l'auteur lui-même dans les années 1950. Le nom de Jean Renoir était initialement envisagé comme réalisateur, tandis que les visages d'Alain Delon et de Tony Curtis étaient considérés pour le rôle principal.

## À propos du film
Film négligé par Luchino Visconti lui-même, L'Étranger se pare néanmoins, grâce au regard du cinéaste italien, de correspondances très intimes avec le roman d'Albert Camus. La scénariste de Visconti, Suso Cecchi D'Amico, remarque pourtant : « Si on avait tourné le film dès l'écriture du scénario, je pense qu'il aurait été meilleur, mais on a dû attendre trois ans. Il y a des parties que j'aime, le meurtre par exemple, le dialogue avec le prêtre, mais dans l'ensemble je ne crois pas que ce soit un film très réussi. »
De son côté, Visconti avance d'autres raisons plus fondamentales : « Mon interprétation et mon scénario de L'Étranger existent bien ; je l'ai écrit avec la collaboration de Georges Conchon, et c'est quelque chose de complètement différent du film. Il y avait là les échos de L'Étranger, des échos qui, entendons-nous, arrivaient jusqu'à aujourd'hui, jusqu'à l'O.A.S., jusqu'à la guerre d'Algérie ; c'était vraiment ce que signifie le roman de Camus, qui, dirais-je, prévoyait ce qui est arrivé et cette prévision qui se trouve dans le roman, je l'aurais concrétisée cinématographiquement. »  Mais Francine Camus, la veuve de l'auteur, considérant qu'il fallait respecter le vœu de son époux de ne pas adapter son roman à l'écran, ne voulut pas entendre parler de ce scénario. Visconti dut donc rester fidèle au livre, poursuivant en ces termes : « Je n'ai pris aucune liberté avec l'œuvre de Camus sauf quelques coupures nécessaires dans la transposition de l'écriture à l'image et du style indirect au style direct. [...] Pourquoi trahirais-je une œuvre que j'ai aimée et que j'aime ? La fidélité n'est pas manque de pouvoir créateur. »